# Vriesea atropurpurea
Vriesea atropurpurea là một loài thuộc chi Vriesea. Đây là loài bản địa của Brasil.